# Felipe Bermejo Araujo
Felipe Bermejo Araujo (12 de noviembre de 1901 - 27 de septiembre de 1989), fue un compositor y músico mexicano, nacido y fallecido en la Ciudad de México. Fue autor del Corrido de Chihuahua, en coautoría con Pedro de Lille, así como de Juan Colorado, en coautoría con Alfonso Esparza Oteo. Registró más de un centenar de grabaciones a lo largo de su vida artística.

## Datos biográficos
Hijo de Felipe Bermejo Carreón y Aurora Araujo Muñoz, quedó huérfano muy joven y para mantener a sus seis hermanos consiguió empleo como chofer del líder revolucionario mexicano Venustiano Carranza.
Estudió en la Escuela Libre de Comercio, pero nunca ejerció su profesión. Siguiendo su inclinación, escribió también versos y estudió solfeo, armonía, instrumentación, canto, guitarra y piano. En 1929, inició su carrera artística como cantante y compositor. En 1931, formó junto con Juan Villanueva, el dueto Villanueva-Bermejo. Tras la muerte de Villanueva, integró el Trío Acapulco, para más tarde formar el Cuarteto Metropolitano, con el cual logró sus mayores éxitos. Cantó ópera como barítono, presentándose en foros internacionales en Cuba y Estados Unidos de América.
Los temas de su autoría que lo dieron a conocer entre el gran público fueron Rancho Alegre y Mía, esta última canción con música de Manuel Esperón; la primera fue interpretada en el Carnegie Hall de Nueva York por el tenor mexicano Néstor Mesta Chaires, y la segunda fue cantada por Pedro Infante y Jorge Negrete en la película Dos Tipos de Cuidado. Bermejo compuso la música de fondo de algunas películas como El Charro Negro y La vuelta del Charro Negro. También actuó en algunas cintas, como Rancho Alegre.
Fue también pintor y escritor. En esta última actividad creó algunas obras cortas entre las que destacan La Herencia Maldita y Los Cantores del Camino, que fueron producidas en episodios radiofónicos. Es también hermano de Guillermo y Miguel Bermejo Araujo, fundadores del Trío Calaveras.
Felipe Bermejo Araujo formó parte del grupo de fundadores de la Sociedad de Autores y Compositores de México. Murió el 27 de septiembre de 1989.